# Alexander Kamp
Alexander Kamp Egested, né le 14 décembre 1993, est un coureur cycliste danois.

## Biographie
Fin 2015 il signe un contrat avec la formation Stölting Service Group.
En 2017 il est sélectionné pour participer aux championnats d'Europe de cyclisme sur route.

## Palmarès

### Par année
- 2009
  -  Médaillé d'or de la course en ligne au Festival olympique de la jeunesse européenne
- 2010
  - 1re et 2e étapes de la Bikebuster Cup
  - 4e étape du Tour d'Hammelfart juniors
  - 2e étape b de Liège-La Gleize
  - 2e de la Bikebuster Cup
- 2011
  - Liège-La Gleize :
    - Classement général
    - 1re étape

  - Trois Jours d'Axel :
    - Classement général
    - 3e étape

  - 2e du championnat du Danemark du contre-la-montre par équipes juniors
- 2013
  - Grand Prix de la ville de Nogent-sur-Oise
  - 2e du championnat du Danemark sur route espoirs
- 2015
  - Skive-Løbet
  - Grand Prix Horsens
  - 2e du Tour de Fyen
  - 3e du championnat du Danemark sur route
  - 5e du championnat du monde sur route espoirs
- 2016
  -  Champion du Danemark sur route
  - Grand Prix Horsens
- 2017
  - 3e étape du Tour International de Rhodes
  - Tour du Loir-et-Cher :
    - Classement général
    - 4e étape

  - 3e du Grand Prix Herning
  - 3e du championnat du Danemark sur route
- 2018
  - Sundvolden GP
  - 5e étape du Tour de Norvège
  - Lillehammer GP
  - 2e du Ringerike Grand Prix
  - 2e du Tour de Norvège
- 2019
  - Circuit des Ardennes international : 
    - Classement général
    - 2e étape

  - 3e étape du Tour de Yorkshire
- 2022
  -  Champion du Danemark sur route
  - 3e de la Bretagne Classic
  - 5e de l'Amstel Gold Race
- 2023
  - Classement général du Région Pays de la Loire Tour
  - 7e du Grand Prix cycliste de Québec
  - 9e de l'Amstel Gold Race

### Tour d'Italie
1 participation
- 2024 : 110e

#### Tour d'Espagne
1 participation
- 2020 : abandon (14e étape)

### Classements mondiaux
| Année                                 | 2012  | 2013 | 2014 | 2015 | 2016 | 2017 | 2018 | 2019 | 2020 | 2021  | 2022 | 2023 | 2024  |
| ------------------------------------- | ----- | ---- | ---- | ---- | ---- | ---- | ---- | ---- | ---- | ----- | ---- | ---- | ----- |
| Classement mondial                    |       |      |      |      | 399e | 509e | 209e | 343e | nc   | 1607e | 104e | 134e | 1508e |
| UCI Europe Tour                       | 1141e | 350e | 991e | 58e  | 202e | 276e | 78e  | 277e | nc   | 1134e | 87e  | nc   | nc    |
| UCI America Tour                      | nc    | nc   | nc   | 128e | nc   | nc   | nc   |      |      |       |      |      |       |
|                                       |       |      |      |      |      |      |      |      |      |       |      |      |       |
| Légende : nc = non classéSource : UCI |       |      |      |      |      |      |      |      |      |       |      |      |       |